# Alan Soble
Alan Gerald Soble (ur. 1947 w Filadelfii) – amerykański filozof, zajmujący się przeważnie filozofią miłości i filozofią seksu.

## Życiorys
Dyplom bakałarza biologii otrzymał w roku 1969 w Koledżu Jacoba Albrighta. Na Uniwersytecie Stanu Nowy Jork w Buffalo uzyskał dyplom magistra farmakologii (1972) i stopień PhD (1976). W 1977 roku założył Society for the Philosophy of Sex and Love.

## Wybrane publikacje
Publikacje książkowe
- Power, Nicholas; Halwani, Raja and Soble, Alan eds. (2012). Philosophy of Sex, 6th edition. Rowman and Littlefield. ISBN 978-1-4422-1671-6
- Soble, Alan (2008). The Philosophy of Sex and Love: An Introduction, 2nd edition, revised and expanded. Paragon House. ISBN 978-1-55778-875-7.
- Soble, Alan (2006). Sex from Plato to Paglia: A Philosophical Encyclopedia (editor), 2 volumes. Greenwood Press. ISBN 0-313-32686-X.
- Soble, Alan (2002). Pornography, Sex, and Feminism. Prometheus Books. ISBN 1-57392-944-1.
- Soble, Alan (1996). Sexual Investigations. New York University Press. ISBN 0-8147-8085-7.
- Soble, Alan (1990). The Structure of Love. Yale University Press. ISBN 0-300-04566-2.
- Soble, Alan (1986). Pornography: Marxism, Feminism and the Future of Sexuality. Yale University Press. ISBN 0-300-03524-1.

Artykuły
- Soble, Alan, A History of Erotic Philosophy (November 1, 2007). The Journal of Sex Research 49:2-3 (2009), pp. 104–120, Annual Review of Sex Research Vol. XVIII (2008).